# Karl Müller (philologue)
Pour les articles homonymes, voir Müller et Karl Müller.
Karl Wilhelm Ludwig Müller ou plus couramment Karl Müller, écrit parfois Carl (francisé en Charles Müller, voire Mueller, latinisé en Carlus Müller, Carolus Mullerus), né le 13 février 1813 à Clausthal (dans l'électorat de Hanovre) et mort en 1894 à Göttingen, est un philologue helléniste allemand. Connu pour la qualité de ses nombreuses éditions de textes en grec ancien et leurs traductions en latin (la langue scientifique de l'époque), il est aussi paléographe, historien, géographe et cartographe antiquisant.

## Biographie
Karl Müller et son frère, le philologue Theodor Müller, sont issus d'une famille de commerçants. Ils font leurs études à l'université de Göttingen, mais seul Theodor y assumera une charge universitaire (sans chaire). Alors qu'il enseigne au lycée de Clausthal, Karl obtient et publie son doctorat, dit « dissertatio inauguralis », en 1836. Il s’agit d'une étude sur De Aeschyli Septem contra Thebas, faite sous la direction de son « praeceptor clarissimus » (p. VI), Karl Otfried Müller. Comme ce dernier, il quitte ensuite l’Allemagne, peut-être pour des raisons politiques en rapport avec les controverses constitutionnelles et l'affaire des sept de Göttingen de 1837.
Karl Müller séjourne entre 1840 et 1869 à Paris, où il travaille comme chercheur indépendant (« privatgelehrte ») chez des maisons d'édition française et anglaise. Pour consulter des manuscrits, il voyage aussi en Espagne, à l'Éscurial, à Rome, à Londres et à Constantinople.

## Principales activités scientifiques
Karl Müller est considéré par Pierre Petitmengin comme un des représentants de la « philologie allemande en France » au XIXe siècle. Celui-ci précise que ce sont des « marginaux » académiques. 
Aujourd'hui, Müller est toujours connu pour son édition de petits géographes grecs anciens dû à la qualité générale de ses choix dans les apparats critiques. Sa Geographi Graeci minores (en abrégé GGM) reprend la tradition des Geographicae Veteris Scriptores Graeci minores de John Hudson (4 vol. publiés entre 1698 et 1712) initiée par David Hœschel en 1600. Les volumes ont été publiés entre 1855 et 1861 dans la collection Scriptorum graecorum bibliotheca dirigée par Johann Friedrich Dübner chez l'éditeur-imprimeur Ambroise Firmin-Didot.
Dans la même collection, il coordonne et rédige l'essentiel de la série des Fragmenta historicorum graecorum (Fragments d'historiens grecs), entre 1841 et 1870. Ces volumes ont servi de modèle à la collection initiée plus tard par Felix Jacoby, les Fragmente der griechischen Historiker.
Il réalise un premier volume de cartes (tabulae, les planches) d'après ces sources antiques en 1855, mais sans suite dans les GGM. Son travail de synthèse cartographique du savoir philologique et archéologique se poursuit par une contribution (de près de 50 documents) à An atlas of ancient geography, publié entre 1872 et 1874 chez John Murray à Londres. En 2015, certains chercheurs le considèrent toujours parmi « les plus précis, les plus productifs et les mieux informés » des producteurs de cartes historiques, dites « pseudo-cartes ». Dans le même sens, il est « talentueux mais modeste » selon Talbert, bien que sa méthodologie soit « insaisissable ».
À la mort de Dübner, en 1867, Müller prend sa suite et fait fonction de directeur de collection pour Firmin-Didot. Cependant le regain nationaliste (le byzantiniste Emmanuel Miller traite Didot d'« antifrançais » vers 1867) et peut-être l'épuisement du projet éditorial (Ambroise Firmin-Didot meurt en 1876) font que peu de volumes seront publiés après la guerre de 1870. À partir de 1869, Müller semble résider principalement à Göttingen.
Son édition en partie posthume de la Geographia de Ptolémée paraît entre 1883 et 1901. Bien que ne comprenant que les livres 1 à 5, elle aussi a été pendant longtemps été l'édition de référence. Ces volumes contiennent aussi le stemma de 22 manuscrits – mais pas des plus anciens d'entre eux, considérés depuis comme archétypes, le ms. Vaticanus Urbinas Gr. 82, alors égaré, et le Seragliensis GI 57 d'Istanbul – et un corpus de 36 cartes.

## Œuvres et bibliographie

### Éditions de textes, traductions, cartes et collaborations de Karl Müller
- Carolus Guil. Müller [Carl Wilhelm Müller], De Aeschyli Septem Contra Thebas [Thèse], Gottingae, ex officina H. C. Seemann, 1836 (en ligne).
- Fragmenta historicorum graecorum, éd. grecque et trad. latine par Karl et Theodor Müller (de) puis Victor Langlois, Paris, 1841-1870[25], 5 vol. (Scriptorum graecorum bibliotheca, 34, 37, 40 et 59) (en ligne) ; rééditions 1875-1885, 1928-1938 ; repr. Frankfurt am Main, 1975 (Alphabetical lists of ancient Greek fragmentary historians). Contient :
 I. Fragmenta... Hecatei, Charonis, Xanthi, Hellanici, Pherecydis, Acusilai, Antiochi, Philisti, Timaei, Ephori, Theopompi, Phylarci, Clitodemi, Phanodemi, Androtionis, demonis, Philochori, Istri, Apollodori bibliotheca, etc. [La pierre de Rosette, éd. par Jean-Antoine Letronne, et le Marmor Parium]. Indices. - 1841 ;
 II. Fragmenta... Cadmi Milesii, Dionysii Milesii, Hippyis Rhegini, Eugeonis Samii, Deiochi Proconnesii,... Diodori Siculi, Polybii et Dionysii Halicarnassensis e codice Escorialense. - 1848 ;
 III. Fragmenta... Neanthis Cyziceni, Lysimachi, Nymphidis Heracleotae, Philini Agrigentini, Euphanti Olynthii, Sphaeri Bosporani, etc. - 1849 ;
 IV. Fragmenta... Praxagorae Atheniensis, Bemarchii Caesariensis, Eustathii Cappadocis, Eutychiani Cappadocis, Magni Carrheni, Eunapii Sardiani, Olympiodori Thebaei, Prisci Panitae, Malchi Philadelphensis, Capitonis Lycii, etc. Indices vol. II-IV. - 1851 ;
 V. Fragmenta... Pars prior: Fragmenta Aristodemi, Eusebii, Prisci, Joannis Antiocheni, Joannis Malelae. Critobuli Imbriotae libri quinque de rebus gestis Mechemetis. Accedunt Photii homiliae duae de prima Rossorum invasione, Fragmenta Peripli Ponti Euxeni et Anapli Bospori, etc. ; Pars altera : Historicorum graecorum et syriorum reliquiae in Armeniorum scriptis servatae, etc. Indices vol. V. - 1870. 
Le repr. de 1975 contient Vol. 1, 1841 ; Vol. 2, 1848 ; Vol. 3, 1849 ; Vol. 4, 1851 ; Vol. 5, 1938.
- Diodore de Sicile, Diodori Siculi Bibliothecae historicae quae supersunt, éd. grecque et trad. latine par Ludwig Dindorf (de) et Karl Müller, Paris, 1842-1844, 2 vol. (Scriptorum graecorum bibliotheca, 17 et 21) (vol. 1).
- Hérodote, Herodoti Historiarum libri IX, éd. grecque et trad. latine par Wilhelm Dindorf et Karl Müller, Paris, 1844 (Scriptorum Graecorum bibliotheca, 22) (en ligne) ; rééd. 1858 et 1877. Contient recognovit et commentationem de dialecto Herodoti praemisit Guilielmus Dindorfius. Suivi de Ctesiae Cnidii et chronographorum, Castoris, Erathosthenis, etc.
- Flavius Josèphe, Flavii Josephi Opera, éd. grecque et trad. latine par Wilhelm Dindorf, Johann Friedrich Dübner, Karl et Theodor Müller (de), Paris, 1845-1847, 2 vol. (Scriptorum Graecorum bibliotheca, 23 et 32) (en ligne).Accedunt eclogae Photianae quae pertinent ad historiam Judaeorum. Subjecti sunt indices plenissimi et fragmenta nova Polybii, Dionysii, Dexippi, Eusebi.
- Arrien, Arriani Anabasis et Indica : Scriptores rerum Alexandri Magni [Historiens d'Alexandre], éd. grecque et trad. latine par Johann Friedrich Dübner et Karl Müller, Paris, 1846 (Scriptorum graecorum bibliotheca, 25) ; repr. 1865 (en ligne) ; repr. Chicago, 1979  (ISBN 0-89005-273-5).Contient Reliqua Arriani, Fragmenta scriptorum de rebus Alexandri Magni, Pseudo-Callisthenes, Itinerarium Alexandri.
- Babrius, Fables de Babrius, éd. grecque par Johann Friedrich Dübner, notes en français par Karl Müller, Paris, 1846 ; rééd. 1850 et 1873.
- Oratores Attici [Orateurs attiques], éd. grecque et trad. latine par Johann Georg Baiter (de), Ernst Anton Julius Ahrens et Karl Müller, Paris, 1846-1854, 2 vol. (Scriptorum Graecorum bibliotheca, 27 et 43) (en ligne).
- Strabon, Strabonis Geographica : graece cum versione reficta, éd. grecque et trad. latine par Karl Müller et Johann Friedrich Dübner, Paris, 1853-1858 [?], 2 vol. (Scriptorum Graecorum bibliotheca, 41) (en ligne).Comprend : I. Lib. I-lib. XVI, cap. II, 752 ; II. Lib. XVI, cap. II, 752-lib. XVII. Indices. Tabulae. Texte en grec ancien trad en latin en regard, introd. et index en latin. - Le titre des 15 cartes : "Strabonis Geographicorum tabulae XV, instruxit Carolus Müllerus", et la préface qui les concerne ont été reliés en tête du 2e vol.
- Karl Müller, Geographi Graeci minores : tabulae in Geographos graecos minores instructae, pars prima, Paris, 1855 (Scriptorum graecorum bibliotheca, 45) (en ligne ; bis) ; repr. Hildesheim, 1965 et 1990  (ISBN 3-487-09220-4), les 3 vol.  (ISBN 3-487-09217-4).Contient le premier tome de l'atlas de cartes en 29 planches. La suite n'est pas parue [cf. An atlas of ancient geography, Londres, 1872-1874].
- Geographi Graeci minores, e codicibus recognovit, prolegomenis annotatione indicibus instruxit tabulis aeri incisis illustravit, vol. 1, éd. grecque et trad. latine par Karl Müller, Paris, 1855 (Scriptorum graecorum bibliotheca, 44) (en ligne, bis ; ter ; ws) ; repr. Hildesheim, 1965 et 1990  (ISBN 3-487-09218-2).Contient Hannonis Carthaginiensis periplus, Scylacis, ut fertur, periplus, Dicaearchi, ut fertur, periplus, Agatharchidis de mari Erythraeo libri, Scymni Chii, ut fertur, periegesis, Dionysii Calliphontis F. periegesis, Isidori Characeni mansiones parthicae, Anonymi periplus maris Erythraei, Arriani Indica et Ponti periplus, Anonymi periplus Ponti Euxini, Anonymi stadiasmus maris magni, Marciani Heracleensis peripli.
- Hérodote, The history of Herodotus : A new English version, trad. anglaise par George Rawlinson, [cartes par Karl Müller], Londres, 1858, 4 vol. (en ligne, bis).
- Geographi Graeci minores, vol. 2, éd. grecque et trad. latine par Karl Müller, Paris, 1861 (Scriptorum graecorum bibliotheca, 54) (en ligne, bis) ; repr. Hildesheim, 1965 et 1990  (ISBN 3-487-09219-0).Contient Dionysii Byzantii anaplus Bospori Thracii, Dionysii orbis descriptio, Rufi Festi Avieni descriptio orbis terrae, Prisciani periegesis, Eustathii commentarii [in Dionysium periegesis], Anonymi paraphrasis [in Dionysium periegesis], Scholia in Dionysium, Nicephori geographia, Agathemeri Orthonis filii geographiae informatio, Anonymi summaria ratio geographiae in sphaera intelligendae, Anonymi geographiae expositio compendiara, Anonymi orbis descriptio, Chrestomathiae e Strabonis geographicorum librorum, Pseudoplutarchi libellus de fluviorum et montium nominibus et de iis quae in illis inveniuntur. 15 cartes prévues non publ.
- Charles Müller, Rapports sur les manuscrits de la géographie de Ptolémée [1866], dans Archives des missions scientifiques et littéraires, 2e sér., 4, Paris, 1867, p. 279-298 (en ligne sur gallica, books.google).
- An atlas of ancient geography, biblical & classical. To illustrate the Dictionary of the Bible and the classical dictionaries, sous la dir. de William Smith et George Grove, cartes par Charles Müller, Londres, 1872-1874 (en ligne) ; nouv. éd. 1875 et 1933 (en ligne). 78 p. en pag. multiples, 68 f. de cartes, dont 47 par Müller. Autre titre Dr. William Smith's ancient atlas.
- Ptolémée, Claudii Ptolemaei geographia [livres 1-5], éd. grecque et trad. latine par Karl Müller puis par Curt Theodor Fischer (de), Paris, 1883-1901, 2 vol. (Scriptorum Graecorum bibliotheca, 65 et 68) (Vol. I-1 et Vol. I-2 en ligne). Contient e codicibus recognovit, prolegomenis, annotatione, indicibus, tabulis instruxit. Vol. I-1 : livre I-III ; Vol. I-2 : livre IV-V. Le vol. II, avec les livres VI à VIII, n'a pas été publié.
- Hannon, Périple d'Hannon, roi des Carthaginois, au-delà des Colonnes d'Hercule, trad. française par Philippe Louis Cazeneuve d'après l'éd. de Karl Müller [dans GGM 1], Tunis, 1889.
- Karl Müller, Claudii Ptolemaei Geographia. Tabulae XXXVI, Paris, 1901 (en ligne).a Carolo Mullero instructae. Contient 36 cartes posthumes de Müller.

### À propos de Karl Müller
- Susan Ford, Historiography of Space in Homer and Herodotos [thesis, Doctor of Philosophy, The Australian National University], Canberra, sept. 2015, s. v. « [Charles] Müller », p. 83-84 et 98-100 (en ligne).
- Les Géographes grecs. Tome I, Introduction générale. Pseudo-Scymnos, Circuit de la terre, éd. et trad. par Didier Marcotte, Paris, 2000 (CUF, 403)  (ISBN 2-251-00487-4).Particulièrement les pages XIII-XXII de l'introduction générale.
- Richard J. A. Talbert[26], Carl Müller (1813-1894), S. Jacobs, and the making of classical maps in Paris for John Murray, dans Imago mundi, vol. 46, 1994, p. 128-150 (en ligne payant).
- Richard J. A. Talbert, Mapping the classical world : major atlases and map series 1872-1990, dans Journal of Roman archaeology, 1992, p. 5-38.
- Pierre Petitmengin[27], Deux têtes de pont de la philologie allemande en France : le Thesaurus Lingua Graeca et la Bibliothèque des auteurs grecs (1830-1867), dans Philologie und Hermeneutik im 19. Jahrhundert, 2, sous la dir. de M. Bollack et al., Göttingen, 1983, p. 76-107.
- Raoul Baladié, Pour une nouvelle édition des Géographes grecs mineurs, dans Cahiers du Centre Georges Radet [Bordeaux III], 2, Talence, 1982, p. 1-14  (ISSN 0985-2794).
- Aubrey Diller[28], The tradition of the minor Greek geographers, New York, Lancaster, Oxford, 1952 (Philological monographs, 14) ; Addenda ; repr. Amsterdam, 1986. À propos de Müller, voir p. 81, n. 24. Contient un stemma du ms. Athos, Vatopedi 655 (et des folios arrachés Paris, BnF, Suppl. grec 443 A + Londres, British Library add. 19391), la liste des savants qui se sont intéressés à ces textes, du XVIe siècle à 1948, et de leurs travaux (cf. Baladié, p. 7-8 et Marcotte, p. XXII), ainsi qu'une édition semi-diplomatique du Périple anonyme du Pont-Euxin.

Documentation ancienne (avant Diller)
- Conrad Bursian, Geschichte der classischen Philologie in Deutschland, 2, Munich, 1883, p. 898–899 (en ligne)
- Armand d'Avezac, Grands et petits géographes grecs et latins, esquisse bibliographique des collections qui ont été publiées, entreprises ou projetées, et revue critique du volume des Petits géographes Grecs, avec notes et prolégomènes de M. Charles Müller, compris dans la Bibliothèque des auteurs grecs de M. Ambroise Firmin-Didot, Paris, 1856 (Nouvelles annales des voyages, mars-mai 1856) (en ligne).
- Louis de Mas-Latrie, Geographi Graeci minores, ed. C. Müller, dans Bibliothèque de l'École des chartes, 16, Paris, 1855, p. 359-362 (en ligne, bis et ter).
- Neue Jahrbücher für Philologie und Paedagogik, 20, éd. par Gottfried Seebode (de), Johann Christian Jahn (de) et Reinhold Klotz (de), Liepzig, 1837, p. 468 (en ligne).